# Принуда
Принуда је недозвољени чин којим једно лице присиљава друго да изјави своју вољу у одређеном правцу. Код принуде није реч о погрешној представи услед које је изјављена воља, већ о изјави воље која је учињена услед одређеног притиска. Притисак се може учинити употребом физичке или материјалне принуде или изазивањем страха код принуђеног.
Принуда је навођење другог да се понаша против своје воље, а по захтеву онога који врши принуду. Принуда се врши или самим наношењем зла или под претњом да ће се десити неко зло уколико се не поступи по примарном захтеву. Треба разликовати термин принуда у употреби у различитим друштвеним наукама (праву, социологији, психологији нпр).
Код физичке принуде ради се о потпуном одсуству воље, а не о њеном недостатку тако да овде и не може бити речи о настанку уговора.
Код претње се притисак врши психичким путем - изазивањем страха од будуће опасности која ће се десити самом уговорнику, његовој имовини или блиским лицима уколико не закључи одређени уговор. Закон о облигационим односима (ЗОО) предвиђа претњу као ману воље због које се може тражити поништење уговора.
Ако уговорна страна или неко трећи недопуштеном претњом изазове оправдан страх код друге уговорне стране тако да је ова због тога закључила уговор, може тражити поништавање уговора. Страх се сматра оправданим ако се из околности види да је озбиљном опасношћу угрожен живот, тело или друго значајно добро уговорне стране или трећег лица.
Услови код претње као мане воље:
1. Претња мора одлучујуће утицати на вољу лица; између принуде и изјављене воље мора постојати каузалитет и да је она пресудно утицала на доношење одлуке о закључењу уговора. Лице закључује уговор јер страхује да ће у супротном опасност која се ставља у изглед бити реализована.
2. Претња мора бити озбиљна; она треба да представља озбиљан акт којим се врши притисак тако да изазива оправдан страх, што се цени према околностима конткретног случаја.
3. Претња представља недопуштен акт; она је недопуштена кад представља кривично дело, кад је противна другим прописима и уопште добрим обичајима (схвата се веома широко).